# یواس‌اس پیجئون (ای‌ام-۳۷۴)
یواس‌اس پیجئون (ای‌ام-۳۷۴) (به انگلیسی: USS Pigeon (AM-374)) یک کشتی بود که طول آن ۲۲۱ فوت ۳ اینچ (۶۷٫۴۴ متر) بود. این کشتی در سال ۱۹۴۵ ساخته شد.